# エミール・ヴァーノン
ポール・エミール・ヴァーノン（仏: Paul Émile Vernon, 1872年3月14日 ブロワ - 1920年1月31日）は、ベル・エポック時代のフランスの画家である。
エミール・ヴァーノンは1872年にフランスのブロワで生まれた。トゥールの美術学校で絵画を学び、1888年に絵画で最優秀賞を受賞した。その後、パリのエコール・デ・ボザールでウィリアム・アドルフ・ブグローとオーギュスト・トルフェーム（Auguste Truphème）に学んだ。 1898年、彼はトゥールの美術と装飾芸術の展示会やサロンに参加し、画家としての経歴をスタートさせた。翌1899年にはヴィエンヌ県シャテルローで劇場の壁画を制作した。1904年にロンドンに移ったヴァーノンは、王立美術アカデミーでいくつかの花の静物画を発表している。1910年代、ヴァーノンはロンドンとパリで活動した。彼は1913年まで肖像画、風景、花の静物画を含む絵画を定期的に展示した。彼は明るい色と牧歌的な風景および女性と子供の水彩画に秀でており、夫人の肖像画を通してより厳格に描く方法も知っていた。
第一次世界大戦中の1915年に歩兵として動員され、1920年1月に47歳の若さで死去した。現在、ヴァーノンの作品の多くは個人コレクションであり、アメリカ合衆国、カナダ、日本のコレクターによってよく知られている。ヴァーノンの絵画の1つはトゥールの市庁舎にかけられている。

## ギャラリー

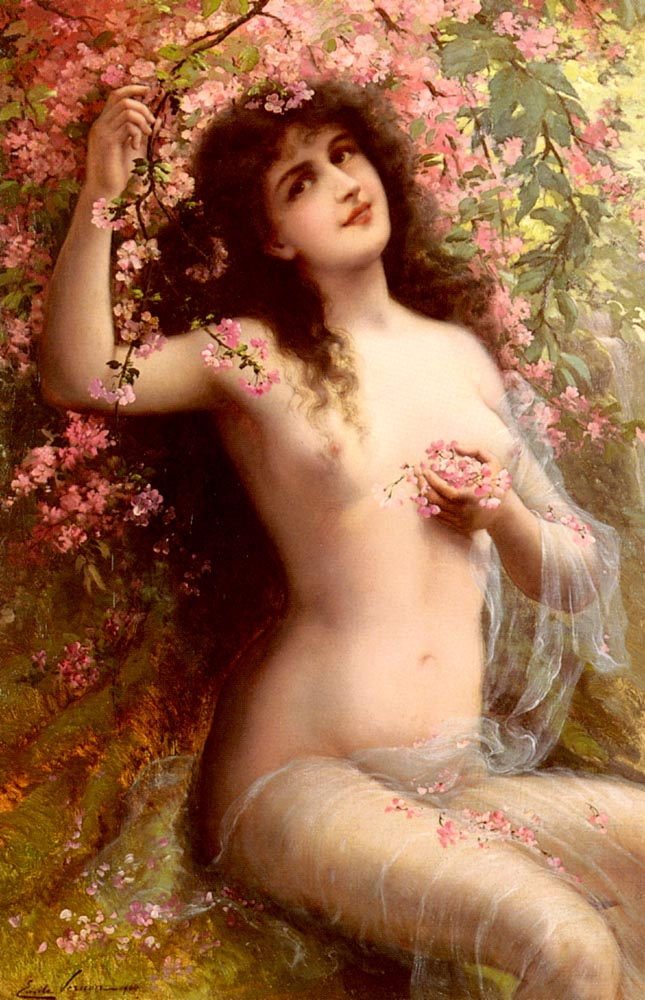
『桜の中で』1904年。

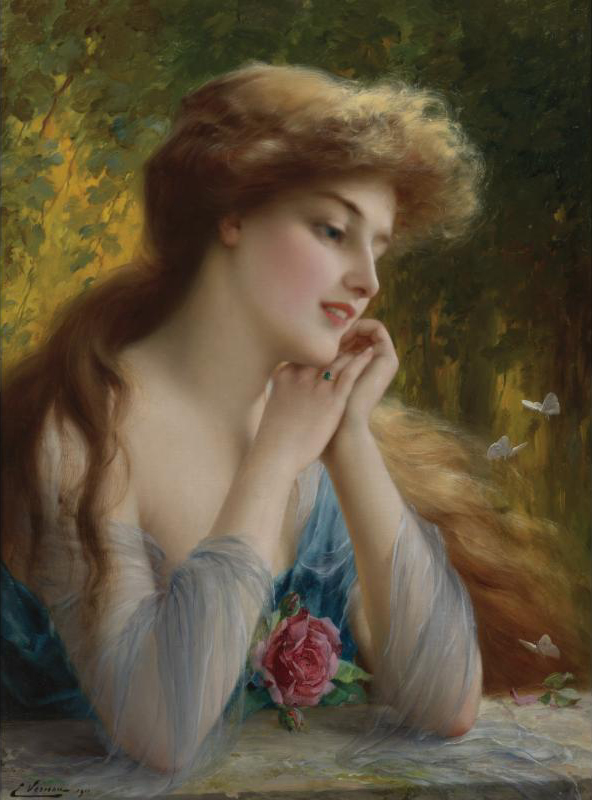
『愛の蝶』1911年
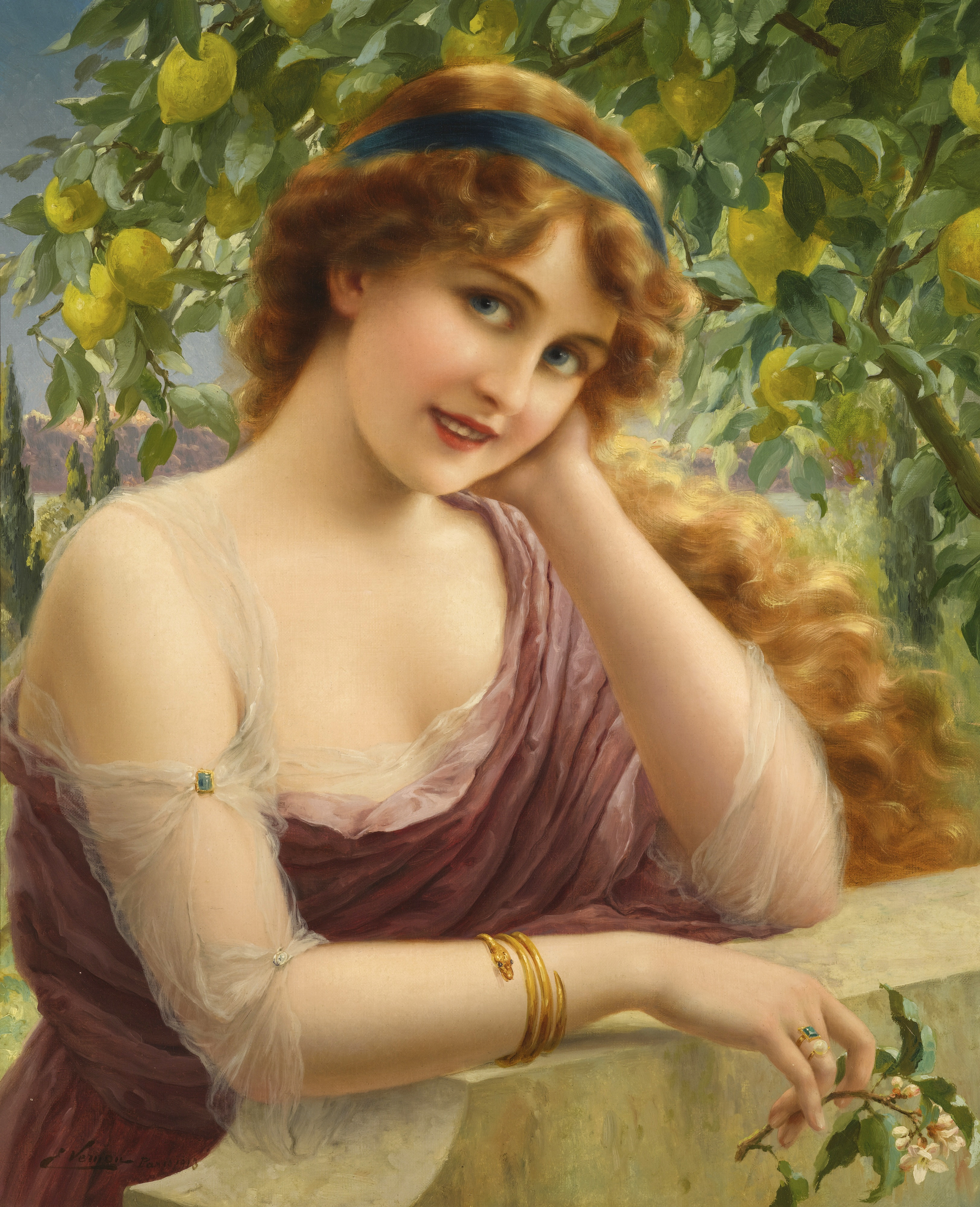
『レモンの中で』1913年
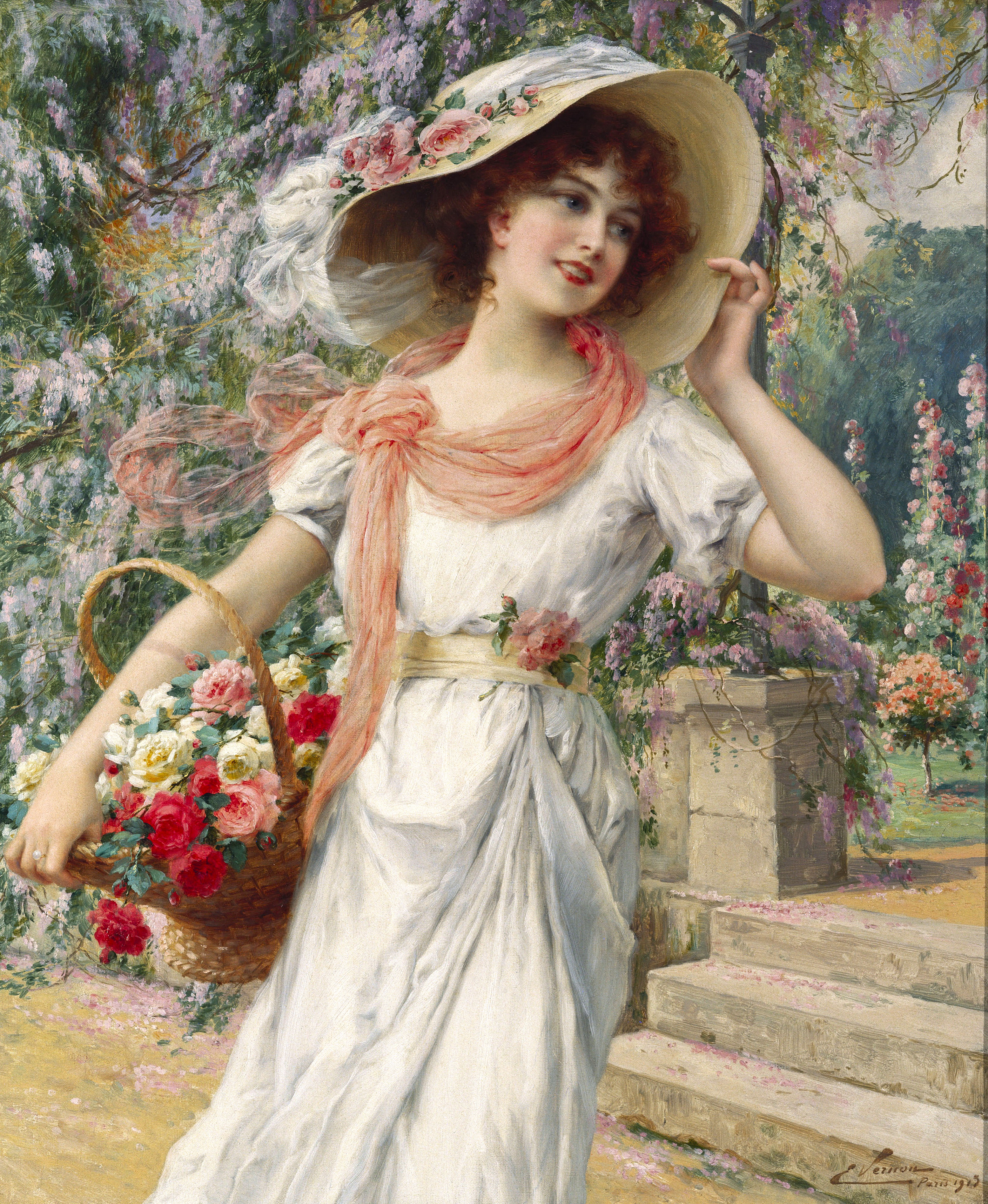
『フラワーガーデン』1915年
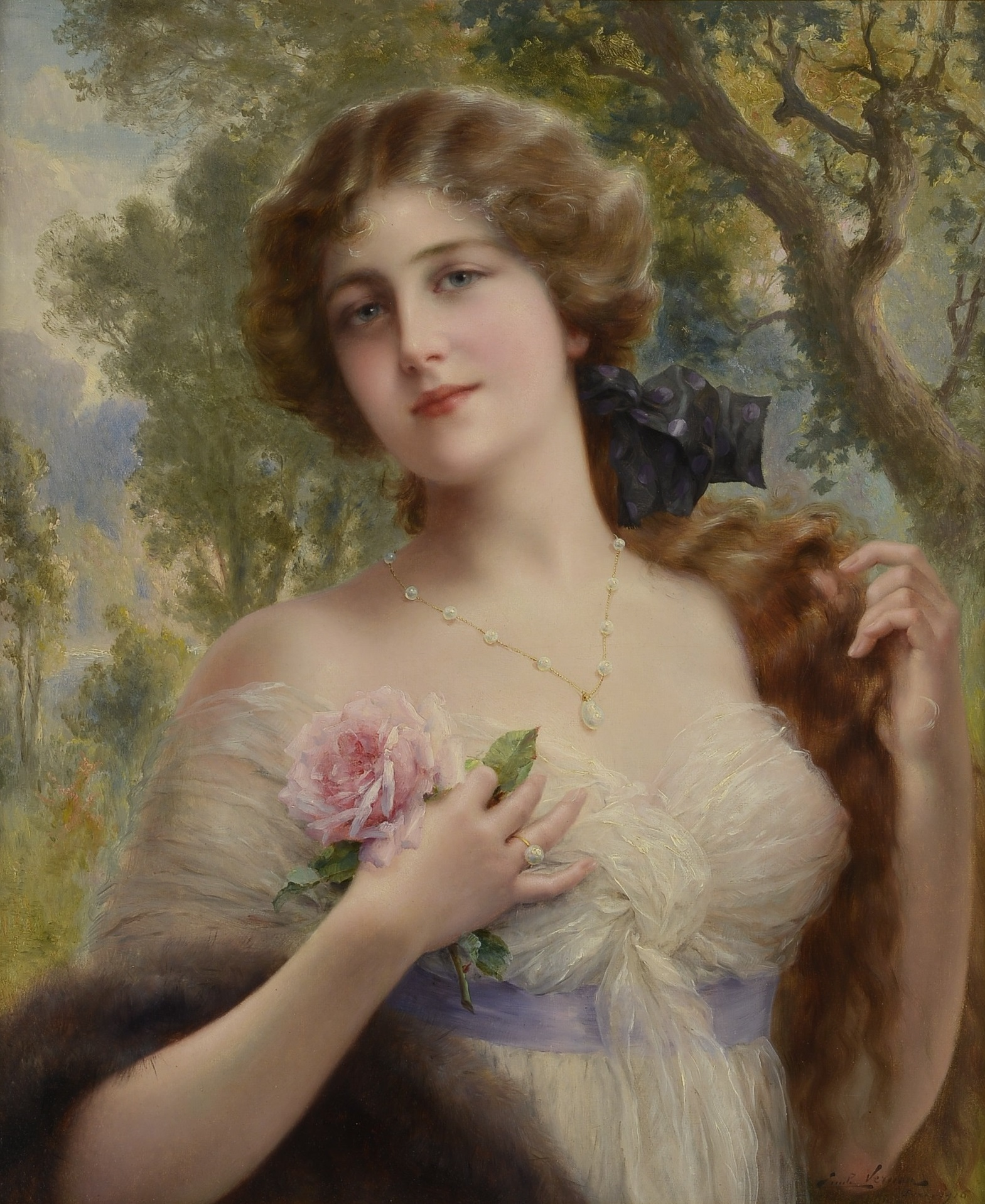
『バラを持つ若い女』1916年
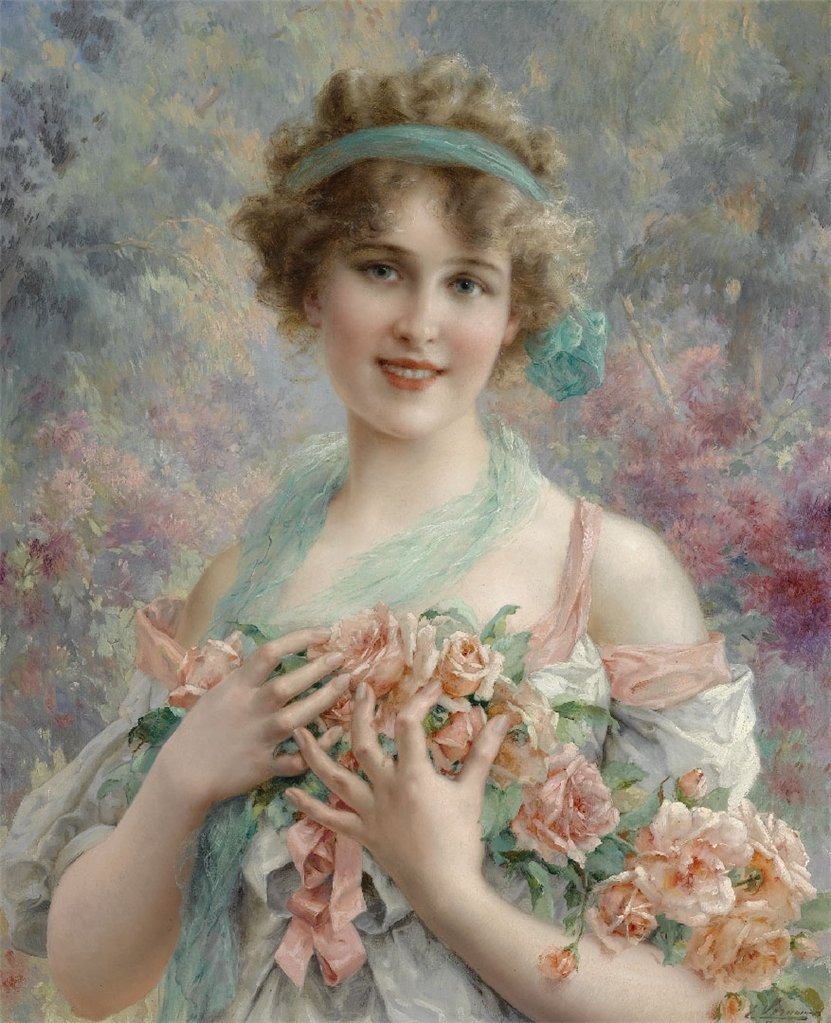
『花の少女』1919年
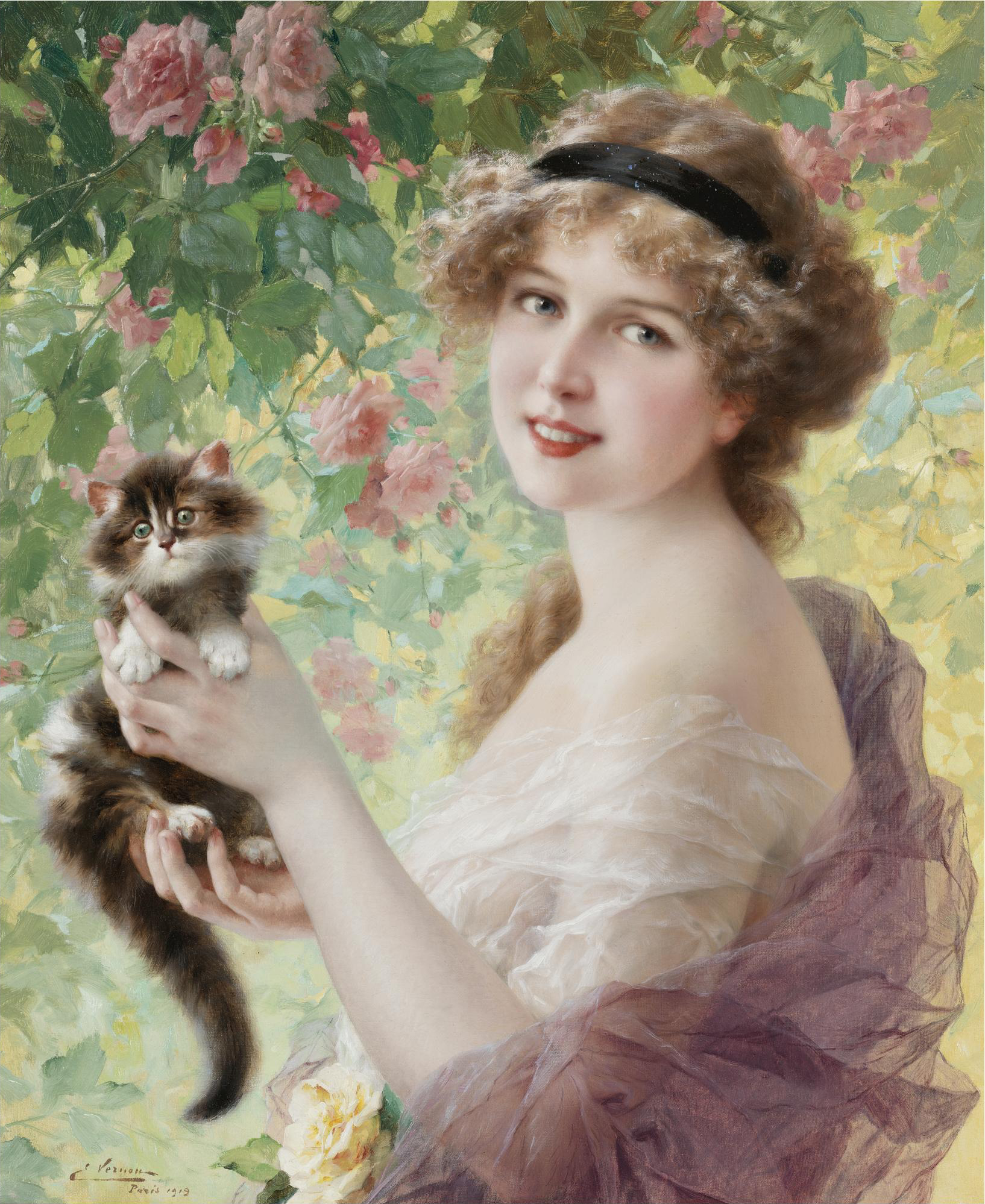
『彼の小さな子猫』1919年